# Kínai ünnepek
Kínában kétféle ünnep van, az állami ünnepek és a hagyományos ünnepek, melyek legtöbb esetben a holdnaptárhoz köthetőek, így dátumuk a ma használt Gergely-naptár szerint évente változik.

## Hagyományos ünnepek
| Név                                                                   | Holdnaptár szerinti dátum                 | Kínai név                                                  | Pinjin (Pinyin) és magyaros                                                      | Leírás |
| --------------------------------------------------------------------- | ----------------------------------------- | ---------------------------------------------------------- | -------------------------------------------------------------------------------- | --- |
| Holdújév vagy tavaszünnep                                             | 1. hónap 1. napján kezdődő 15 napos ünnep | 春节                                                       | Csuncsie (Chūnjié)                                                               | Ez Kína egyik legfontosabb ünnepe, melynek minden napjához meghatározott szokások és ételek kötődnek. Kínai újév néven is ismert. |
| Lámpásfesztivál vagy lampionünnep                                     | 1. holdhónap 15. napja                    | 元宵节                                                     | Jüanhsziao csie (Yuánxiāo jié)                                                   | Az ünnep folyamán lámpásokat reptetnek, sárkányt eregetnek, valamint petárdákat durrogtatnak. Az ünnep fő célja a család összehozása. Gyakran szoktak a lámpásokra fejtörőket írni, melyet a családtagok közösen fejtenek meg. Ünnepi ételük ezen a napon a tangjüan (tāngyuán), 汤圆, egy kerek alakú levesgombóc, ami szezámmaggal, vörösbab-pasztával vagy egyéb édes töltelékkel van megtöltve. A gombóc a kerek családi kört jelképezi, így fontos étele az ünnepnek. |
| Sárkányünnep                                                          | 2. holdhónap 2. napja                     | 龙抬头                                                     | Lung tajtou (Lóng táitóu)                                                        | A név eredeti jelentése „amikor a sárkány felemeli a fejét”. Az ünnepi hagyomány szerint aszály sújtotta a vidéket, és a Vörös Sárkány esőt adott az égnek a császár engedélye nélkül, így az bezáratta a sárkányt egy hegybe. Azt mondta, csak akkor engedi ki, ha az aranyszínű bab kinyílik. A nép azonban tudta, hogy a szójabab aranyszínű, és hogy pörköléskor kinyílik. Így a sárkány a második hónap második napján kiszabadult. Az ünnep hagyományos étele tehát a pirított szójabab és a gombócok, melyeknek alakja a sárkány fülére vagy fogaira emlékeztetik az embert. |
| Ősök napja vagy Tiszta fényesség napja, vagy Sírok lesöprésének napja | a tavaszi napéjegyenlőség utáni 15. nap   | 清明节                                                     | Csingming csie (Qīngmíng jié)                                                    | Az ünnepet a nyugati kultúrában gyakran a kínai halottak napjaként emlegetik. Ilyenkor az emberek kimennek a temetőkbe, megtisztítják a sírhelyeket, ételáldozatot mutatnak be az elhunytaknak, valamint a már nem élő rokonaik emlékeinek felidézésével töltik a napot. Gyakran szoktak ilyenkor piknikezni a szabadban és sárkányt eregetni. |
| Sárkányhajó ünnepe                                                    | 5. holdhónap 5. napja                     | 端午节                                                     | Tuanvu csie (Duānwǔ jié)                                                         | A hagyomány szerint ezen az ünnepen áldoznak a folyókban lakó éhes sárkányoknak, amiért megzavarják őket a folyón való versenyzéssel. Az ünnep jellegzetes étele a congce (zòngzi), 粽子, ami bambuszlevelekbe göngyölt rizs, régen ezeket a kis „csomagokat” beledobták a folyóba, azonban ez nagy mértékben szennyezte a vizet, így felhagytak ezzel a szokással. |
| Szerelmesek napja vagy két hetes ünnepe                               | 7. holdhónap 7. napja                     | 七夕                                                       | Csihszi (Qīxī)                                                                   | A kínai „Valentin-napnak” szokták tartani. Az ünnep mondája a pásztorfiú és a szövőlány története. |
| Szellemek ünnepe vagy éhes szellemek ünnepe                           | 7. holdhónap 15. napja                    | buddhista megnevezés: 盂兰盆节, taoista megnevezés: 中元节 | buddhista: Jülanpen csie (Yúlánpén jié), taoista: Csungjüan csie (Zhōngyuán jié) | Közös taoista és buddhista ünnep. A pokol kapui megnyílnak, és minden szellem ételt és italt kap. |
| Őszközépünnep vagy holdünnep                                          | 8. holdhónap 15. napja                    | 中秋节                                                     | Csung-csiu csie (Zhōngqiū jié)                                                   | Az ünnep hagyománya szerint Csang Ö (Cháng'é) (嫦娥) felszállt a holdra, és a hold istennőjévé vált. Ezen az ünnepen szokás a hold csodálása és a holdsütemény (jüeping (yuèbǐng), 月饼) fogyasztása. |
| Két kilences ünnep vagy a két jang (yang) ünnepe                      | 9. holdhónap 9. napja                     | 重阳节                                                     | Csungjang csie (Chóngyáng jié)                                                   | A két kilences veszélyes számkombináció, ezért ilyenkor megtisztulási szertartásokat kell végezni – például krizantémbort kell inni, japán somfaágakat (csujü (zhūyú), 茱萸) kell viselni – ki kell szellőztetni a lakást, és ki kell menni a szabadba kirándulni , ahol lehetőleg meg kell mászni egy hegyet. Ilyenkor az ősök előtt is le szokták róni a tiszteletet. |

## Állami ünnepek
| Dátum         | Név                                                                         |
| ------------- | --------------------------------------------------------------------------- |
| január 1.     | Újév                                                                        |
| március 8.    | Nemzetközi nőnap                                                            |
| május 1.      | A munka ünnepe                                                              |
| május 4.      | Az ifjúság napja                                                            |
| június 1.     | Gyermeknap                                                                  |
| augusztus 1.  | A hadsereg napja                                                            |
| október 1-től | Nemzeti ünnep - A Népköztársaság kikiáltásának évfordulója. Egyhetes ünnep. |